# Отходничество
Отхожий промысел (также отходничество) — вре́менная, чаще всего — сезонная, работа крестьян в Российской империи вне места постоянного жительства, когда нужно «отходить», уходить из села или деревни. Людей, уходивших на заработки, называли «отходниками». Отхожие промыслы составляли в Российской империи один из значительных источников дохода крестьянского населения. Будучи тесно связанным с внутренней миграцией, oтходничество возродилось и в постсоветской России, где оно часто известно как вахтовый метод трудоустройства.

## Распространённость отхожих промыслов в Российской империи
Определить сколько-нибудь точно число отхожих промышленников невозможно. По данным для уездов, подвергшихся земско-статистическим исследованиям, можно предполагать, что в пределах Европейской России отхожие промыслы захватывали в 1880-х годах во всяком случае не менее 5 млн человек ежегодно. В одних губерниях отхожие рабочие составляли менее 10 % мужского рабочего населения, в других — гораздо больше, в некоторых центральных (например в Московской, Смоленской) — свыше 40 %. В дальнейшем, с развитием городов и промышленности, эти цифры становились ещё больше. В Тверской губернии за 7 лет (до 1894 года) количество выданных паспортов увеличилось на 16,5 %, в том числе количество мужских (по уездам) от 2,9 % до 35,3 %, а женских — до 69,6 %; там же замечается и возрастание числа паспортов долгосрочных на счёт краткосрочных. В Воронежской губернии массовое движение на отхожие промыслы охватило в 1891—1892 годах почти 2/3 всего рабочего населения губернии; можно думать, что на сторону оттуда ушло тогда около 0,5 млн человек (были волости, которые отпускали по 1-2 тысячи рабочих обоего пола). В Киевской губернии за восемь лет (к моменту выпуска ЭСБЕ — нужна дата) число уходящих почти удвоилось (поднялось с 45 до 85 тыс. чел.). Аналогичная тенденция отмечена также в губерниях Орловской и Нижегородской.

## Причины
Между причинами, обусловливающими происхождение и развитие отхожих промыслов, на первом плане стоит недостаточное обеспечение крестьян землёй, орудиями производства и предметами первой необходимости. Губернии, более обеспеченные в этом смысле, высылают меньше отхожих, и наоборот; разряды крестьян, более нуждающиеся, высылают их больше, и наоборот. Наиболее важными условиями, определяющими предложение труда рабочих, отправляющихся на заработки, служит размер земельного владения и высота урожаев тех местностей, откуда они вышли, а условиями, определяющими спрос на их труд — потребность в них на местах, куда они направляются, в частности — на труд земледельческих рабочих (степень распространённости машин в сельском хозяйстве и опять-таки размер урожаев). Различные комбинации этих причин производят большие колебания в размерах и выгодности отхожих промыслов. Ещё в 1870-х годах замечено (Чаславский), что земледельческий отход направляется из местностей, сравнительно менее обеспеченных землёй (главным образом из губерний средней чернозёмной полосы), в местности более обеспеченные ею (Заволжье, Новороссия, Северный Кавказ). В пределах одной и той же губернии менее обеспеченные группы крестьян высылают на заработки больше рабочих, чем группы более обеспеченные.
Этим же можно объяснить, что губернии, в которые направляется отход, сами выделяют некоторое количество рабочих на сторону; менее состоятельные слои крестьянства южных и восточных губерний вынуждаются батрачить, но, испытывая у себя дома конкуренцию пришлых рабочих, должны искать приложения своего труда вдалеке от мест своего жительства.
Второй крупной причиной, влияющей на размеры отхода, служит урожай тех местностей, откуда он направляется; неурожаи и голодовки, ограничивая поле приложения труда крестьян в собственном хозяйстве, побуждает их искать заработков на стороне для уплаты податей и для удовлетворения своих первых потребностей. Огромное передвижение рабочих на юг из Воронежской губернии в 1891—1892 годах было именно следствием крупного неурожая; некоторая приостановка роста цифр земледельческого отхода в Орловской губ. в 1894 г. находилась в связи с двухлетним урожаем; отход из Нижегородской губернии усилился весьма значительно под влиянием неурожаев начала 1890-х годов. Неурожаи в местностях, куда направляется земледельческий отход, имеют обратное действие, сокращая количество лиц, рассчитывающих на заработки этого рода. Так как в 1889 году слухи о неурожае в Донской области и на Северном Кавказе заставили вернуться назад многих ушедших из Воронежской губернии, а побывавшие на местах нашли там весьма много работы, тем более, что под влиянием удачи предшествовавшего года количество отхожих рабочих из некоторых частей губернии было весьма велико. Из факторов, влияющих на привлечение отхода к той или другой местности, особенно важное значение имеет распространённость земель частных владельцев, и притом таких, которые обрабатывают свои имения наёмными рабочими, при сравнительно слабой густоте местного населения. Так, на одного сельского жителя приходилось десятин частной собственности в губерниях с крупными размерами отхода: Московской — 0,91 дес., Тверской — 1,4 дес., Смоленской — 2,1 дес., а в губерниях, куда направляется отход: в Херсонской — 2,57 дес., Таврической — 3,42 дес. Спрос на рабочих таким образом удовлетворялся местными силами значительно меньше в последних двух губерниях, чем в первых трёх.
Распространение крупной собственности привлекает больший отход, чем господство мелкой. Отхожие промыслы зависят также от того, насколько развит наём батраков в крестьянском хозяйстве тех мест, куда направляются на заработки; в Воронежской; например, в губернии, откуда идут отхожие, число дворов с батраками оказалось при переписи 5,2 %, а в Таврической, которая привлекает к себе отход — 12,9 %, то есть в 2,5 раза больше. На Северном Кавказе спрос на пришлых рабочих создался вследствие сравнительно крупного наделения землёй казаков (30-16,5 десятин на душу мужского пола по спискам 1868 года) и государственных крестьян (15 десятин), чем обусловливается большое число батраков у обеих групп. Из 11 губерний со средним наделом более 6 десятин на 1 ревизскую душу семь расположены именно в тех полосах (Заволжье и Новороссия), куда чаще всего направляется земледельческий отход. На сокращение заработков отхожих промышленников в последнее время стало влиять распространение улучшенных машин и орудий в сельском хозяйстве тех местностей, куда направляется отход; появление значительного числа жней и косилок на юге сказалось уменьшением числа уходивших на заработки в 1895 году из Орловской и Воронежской губернии. Та же причина оказывает влияние и на изменение в составе рабочих: с развитием машинной уборки сена и хлеба увеличивается спрос на труд женщин, подростков и детей, на счёт труда взрослых мужчин. Подростки и девушки составляют теперь в некоторых местах 50-75 % и даже больше общего количества занимаемых в хозяйствах наёмных рабочих. Всем неудобствам передвижений должно подвергаться теперь все большее число лиц со слабейшей физической организацией, вместо взрослого мужского населения, которому бывает все-таки легче противостоять невзгодам дальнего пути и безработицы. Наконец, на колебания отхода в некоторых местностях влияет и конкуренция других рабочих: на юге Предкавказья — наплыв пришлых инородцев, на юго-западе — австрийский (галицский) отход, северо-западе — прусский (познанский).

## Виды отхожих промыслов
Профессии уходящих на заработки весьма разнообразны. Числовая сторона этого вопроса мало изучена. Оставляя в стороне работы на фабриках и заводах, можно думать, что наибольшее число рабочих занимают земледельческие работы; кроме них имеется масса специальностей, которые не всегда сохраняются за одними и теми же работниками и изменяются сообразно колебаниям спроса и предложения на тот или другой вид труда. Изготовление разного рода изделий развито, по-видимому, более среди отхожих промышленников из нечернозёмной полосы, а земледельческие заработки захватывают подавляющую часть отхода средних чернозёмных губерний. В Московской губернии (1877—1882) фабрично-заводские работы привлекали 28 % всего числа отхожих, изготовление изделий — 35 %, а все прочие — 37 %; в Тверской губернии (1894) относительные размеры тех же групп: 10,5 %, 41,57 % и 48,0 %; в составе последней почти половина промышляла извозным и торговыми промыслами или числилась прислугой. С другой стороны, наиболее значительная часть отхожих промыслов Воронежской, Орловской и Полтавской губерний — летние сельскохозяйственные заработки.
Неземледельческие летние и зимние промыслы (кроме фабрично-заводских и изготовления изделий) весьма разнообразны и не поддаются сколько-нибудь исчерпывающему перечислению. Выпускают отхожих промышленников все части Европейской России; нет губернии, которая не высылала бы рабочих на заработки. Столицы и крупные городские центры привлекают промышленников самых разнообразных профессий; индустриальные местности — фабрично-заводских рабочих; Донецкий бассейн поглощает труд большого числа каменноугольных рабочих; берега морей, больших рек и озёр, обширные лесные пространства, железные дороги распределяют отхожих по разнообразнейшим частям страны. Земледельческий отход направляется главным образом из средней чернозёмной полосы в Новороссию, Северный Кавказ, в степи Юга и Заволжья. В Херсонскую губернию движутся рабочие более, чем из 15 губерний; из Орловской губернии отхожие направлялись в 19 губерний. Из Тверской губернии шли на заработки в СПб., Москву, на Волгу, в чернозёмные губернии и Новороссию; 14-летние подростки достигают Ростовского-на-Дону уезда, точильщики пил избрали местом приложения своего труда Привислянские губернии. Нижегородцы (каменщики, штукатуры) работают в столицах, в Пермском крае, в Закаспийском крае, в Бухаре; крючники — на Волге от Нижнего до Астрахани; немало нижегородцев на всякого рода речных промыслах Камы и Дона; плотники, судостроители расходятся в СПб. и Кронштадт, в Тюмень и Барнаул; пастухи — в Оренбургскую губернию; рыболовы — на устья Волги и на Каспийское море. Из Орловской губернии отход направляется в СПб. и на корабельные верфи Кронштадта, в Киевскую и др. юго-зап. губернии (мастеровые), а главной массой — на Юг, в Новороссию и Предкавказье (земледельческие рабочие); орловские каменщики и мостовщики работали в Москве, Баку, Саратове, Батуме, Серпухове и др. местах.

## Доходность
Такие передвижения требуют огромной непроизводительной траты времени, часто вознаграждаемой лишь весьма слабо. Опрос более 1000 чел. земледельческих отхожих рабочих на Курско-Харьковско-Азовской железной дороге показал, что огромное большинство их (84 %) тратит на отход от 2 до 6 месяцев, средний же заработок их, по их показаниям, вычислен в 38,2 руб. (колебания — от 10 до 100 руб.), а расходы (приобретение вида, стоимость дороги, харчи в безработные дни) — в 21,8 р., что даёт средний чистый доход от промысла — 16 р. 40 к. = в среднем около 4 р. в месяц, то есть 13-14 коп. в день; для такого заработка затрачивается, в среднем, треть годового рабочего времени, и притом в период наивысших заработных плат (при летних работах)! Этот расчёт сделан ещё в начале 1880-х годов и обнимает слишком малое количество случаев, чтобы из него можно было сделать общий вывод; но и последующие расчёты приводили исследователей к сходным результатам. По данным г. Тезякова, по уездам Херсонской губернии колебания валового заработка пришлой работницы = 20-50 р., а работника = 50-70 р. Полтавские отходники зарабатывают (за вычетом дорожных расходов) 15-20 рублей, редко 30-40 рублей. Заработок, приносимый домой орловскими косарями, вычислен, в среднем, в 25 рублей, а прочими сельскохозяйственными рабочими, в 32 рублей; для определения чистого заработка из этих сумм надо вычесть деньги, взятые рабочими с собой из дома в отход — в среднем ок. 8 р. Отхожие из Воронежской губ. обыкновенно приносит домой 20-30 р., в среднем, на человека; более высокие заработки составляют исключение. Приблизительная близость всех этих вычислений свидетельствует об очень дешёвой оплате труда земледельческих отходников промышленников, сравнительно с большим количеством времени, которое они затрачивают на заработки.
Расстояния, которые приходится преодолеть рабочим, измеряются сотнями верст и превосходят иногда тысячу (Воронеж — Владикавказ по железной дороге 1264 в.; Орел — Мелитополь 780 в. и т. п.). Передвижения их происходят нечасто при помощи улучшенных путей сообщения (железных дорог, пароходов), главным образом по отсутствию у рабочих средств на проезд. Опрошенные на Курско-Харьковско-Азовской жел. дор. отхожие потеряли в сумме 3195 рабочих дней на подход пешком к железным дорогам; весьма многие только подсаживаются в вагоны (для отдыха) на короткое время; большинство проходит пешком весь путь вдоль полотна. Такое же исследование в Херсонской губернии (1894-95) показало, что из всего числа опрошенных (56,5 тыс. чел.) прибыло туда пешком более 4/5 (83,6 %), а частью пешком, частью по жел. дороге, пароходом или «дубами» — всего 13,2 % (способ передвижения остался неизвестен у 3,2 %); затраты времени на переходы вычислены в 12,5 млн рабочих дней или, по умеренному расчёту — более 4 млн руб. Масса времени тратится также рабочими и по причине безработицы, которая может происходить или от уменьшения спроса, или от скопления больших масс рабочих в одних местах. Эти скопления вызываются нередко ложными или преувеличенными слухами о размерах спроса на труд и о высоте урожаев в разных местностях и ведут, с другой стороны, к тому, что в иных пунктах чувствуется крупный недостаток в рабочих, влекущий за собой даже оставление нив несжатыми (такие случаи наблюдались, напр., на Сев. Кавказе). Поэтому и плата летним рабочим часто колеблется весьма значительно (напр., в районе Владикавказской жел. дор., в год исследования — как 1:3 и как 1:4). Все это в сильной степени сокращает выгодность земледельческих отхожих промыслов. Описания их переполнены рассказами о том, что многие рабочие возвращаются нередко без всякого заработка, потратив непроизводительно рабочее время и деньги, взятые из дома и часто занятые за крупные проценты.
Нищенство среди отходников довольно часто. Гонимые нуждой на дальние заработки, они принуждены бывают иногда харчиться на обратном пути «Христовым именем». Такие явления, по свидетельствам исследователей, далеко не чужды и городским, и иным видам отхожих промыслов.

## Условия труда
Отход развивает и болезненность населения. Условия питания, жилища, одежды отхожих во время пути крайне неблагоприятны. Из опрошенных на Курско-Харьковско-Азовской железной дороге оказалось только 4 % употреблявших в дороге горячую пищу, остальные же ели только чёрный хлеб и сухари; лишь немногие могли употреблять пшеничный хлеб, сельдь, сало и т. п.; 98 %, то есть почти все, не имели в пути крытого ночлега; запасная обувь (лапти, черевики) оказалась только у 2 %. Отсутствие или скудость помещений для рабочих, недостаточное питание и усиленные размеры рабочего дня (в Херсонской губернии — 12,5-15 ч.) в течение всего периода работ на местах отхода составляют обычное явление. Поэтому некоторые эпидемические болезни (особенно — органов пищеварения), малярия, заразные формы сифилиса, болезни органов обоняния, дыхания, зрения (особенно при молотьбе) и туберкулёз, дают среди пришлых рабочих повышенный процент заболеваний, сравнительно с местными. Известна только одна попытка несколько облегчить эту суровую обстановку земледельческого отхода. Херсонское губернское земство учреждает с 1893 года каждое лето в разных местностях губернии «лечебно-продовольственные пункты» (в 1895 году — 17) в специальных помещениях или наёмных квартирах; руководителями дела являются участковые и санитарные врачи, в помощь которым приглашаются студенты-медики старших курсов и фельдшерицы. Назначение «пунктов» — быть дешёвыми столовыми и бесплатными амбулаториями. Обеды даются платные и бесплатные. За борщ с мясом или салом, кашу и 1 фунт чёрного хлеба взимается 6 коп., за один борщ — 3 коп. Бесплатная выдача допускалась в виде исключения; но так как приведённые цены все же оказались высокими для пришлых рабочих, то приходилось повышать цифру бесплатных в некоторых пунктах до 20 %. При регистрации рабочих всем, у кого замечались какие-либо болезненные явления, рекомендовалось посетить амбулаторию. Производились и поголовные медицинские осмотры, имевшие особую важность в отношении глазных заболеваний, особенно при трахоме. Всего за 3 года было выдано обедов почти 149 тыс., а медицинская помощь оказана была более 10 тыс. больных; кроме того, многие больные направлены были из столовых в постоянные местные земские лечебницы за советом. Вся организация стоила земству за три года около 14 тыс. руб. = ок. 0,2 коп. на удобную дес. Херсонской губ. Но воспользовались ею только 1/3 — 1/4 всего числа пришлых рабочих, что указывает на необходимость гораздо более широкого развития столь удачно начатого дела.

## Современное отходничество
В поздний советский и постсоветский период исследователи стали фиксировать процессы внутренней трудовой миграции, сходные с дореволюционными и раннесоветскими. Эту новую форму трудовой миграции называют современным отходничеством. Феномен современного отходничества подробно описан исследовательским коллективом под руководством социолога Юрия Плюснина при поддержке фонда «Хамовники».
Современный отходник ищет работу вне места постоянного проживания, работает длительное время для обеспечения высокого уровня жизни семьи и, как правило, не намерен переезжать ближе к месту работы. В отличие от маятниковой миграции отходничество предполагает длительный срок отсутствия дома, а в отличие от трансграничной трудовой миграции — регулярное возвращение домой для отдыха и ведения домашнего хозяйства.
Широкое распространение практик отходничества исследователи связывают с реакцией населения на экономические проблемы и падение уровня жизни. Отходничество стало одной из новых экономических стратегий, принятых населением, наряду с «челночничеством», возвращением к натуральному хозяйству и пр.
Основными характеристиками, отличающими отходничество от других видов трудовой миграции и объединяющими историческое и современное отходничество, являются: 1) временность, сезонность отъезда; 2) вынужденность отхода; 3) инициативность и самодеятельность отходников. Отходничество практически отсутствовало с 1930-х и до 1960-х годов, в 1960-х оно стало возрождаться, но до распада СССР оставалось несопоставимым по масштабам с отходничеством историческим
По оценкам исследователей НИУ ВШЭ и фонда «Хамовники» (учредитель Александр Клячин), в современной России «не менее 10-15 млн… семей живут за счёт отходничества одного или обоих взрослых членов» В особенности отходничество характерно для жителей небольших городов, сел и деревень, в которых после распада СССР возникла острая нехватка рабочих мест и резкое падение уровня заработной платы. Основными центрами притяжения отходников являются крупные города (Москва, Санкт-Петербург), нефтяные и газовые месторождения, а также крупные стройки (олимпийские объекты в Сочи, космодром «Восточный», Крымский мост и т. д.). В зоне притяжения Москвы — в Тульской, Калужской, Ярославской, Владимирской областях — до 30-40 % трудоспособного сельского населения работает в столице и Подмосковье.
В современном отходничестве задействованы как мужчины, так и женщины. Исследователи отмечают, что женское отходничество более распространено в центральных и южных регионах страны. Основные направления отхода определяют и структуру занятости в отходе. В крупных городах требуются охранники, водители, строители (сварщики, газорезчики, каменщики, бетонщики, экскаваторщики, отделочники). Женские специальности: официантки, повара, посудомойки, продавцы, гувернантки, няни, сиделки. На Севере востребованы специалисты по нефте- и газодобыче (бурильщики, специалисты по обслуживанию нефтепроводов), золотодобытчики, строители (сварщики, газорезчики, экскаваторщики, крановщики), водители. Наличие большого количества отходников в том или ином населённом пункте формирует сопутствующие промыслы, например, продажу «корочек» о прохождении соответствующих курсов с присвоением разряда (слесарь 4 разряда, газорезчик 2 разряда и т. п.).
Срок отхода может варьироваться от одной-двух недель (например, в охране) до нескольких месяцев (например, в строительстве или на нефтегазовых месторождениях). Крупные компании, которые используют труд отходников, могут вводить требования по ограничению длительности отхода. Так, например, «Газпром» для субподрядчиков вводит жесткие сроки пребывания рабочих на своих объектах (не более двух месяцев). Рабочий график отходника также может варьироваться в зависимости от типа занятости. По словам исследователей, «выходные дни во время работы имеют, как правило, лишь те отходники, которые уезжают из дома на длительный срок (от месяца и дольше). Остальным отходникам, в том числе официально работающим вахтовикам, выходные просто не положены, поскольку считается, что они и без того половину года отдыхают и вполне в состоянии выдержать две недели без выходных».
Мотивация к отходничеству, прежде всего, экономическая: заработать на квартиру, машину, на образование детей. Исходя из материалов исследований, работа в отходе редко длится более десяти лет, поскольку сопряжена с физическими и психологическими трудностями (тяжелые условия труда, отрыв от семьи и т. п.). Поэтому, когда отпадают экономические мотивы (дети вырастают, машина куплена, дом построен), отходник чаще всего прекращает ездить в отход и по возможности устраивается на работу по месту жительства.
Что касается экономических аспектов отходничества, то по оценке профессора НИУ ВШЭ, председателя экспертного совета фонда «Хамовники» Симона Кордонского, отходники «формируют мощную социальную группу, которая не зависит от государства и выплачиваемых им пенсий и пособий». Часть отходников трудоустроены неофициально, а те, кто оформлен, платят НДФЛ по месту своей работы, что негативно сказывается на наполнении бюджетов муниципалитетов, в которых проживают отходники и их семьи. Впрочем, основные траты отходники производят по месту жительства, стимулируя местную экономику (магазины, строительство и т. п.).